# Daiki Nishioka
Daiki Nishioka (jap. 西岡大輝, Nishioka Daiki; * 21. August 1988 in Miyazaki, Präfektur Miyazaki) ist ein ehemaliger japanischer Fußballspieler.
Daiki Nishioka ist der Bruder von Taishi Nishioka.

## Karriere
Daiki Nishioka erlernte das Fußballspielen in der Universitätsmannschaft der Pädagogischen Hochschule Fukuoka. Seinen ersten Vertrag unterschrieb er 2011 bei Sanfrecce Hiroshima. Der Verein aus Hiroshima, einer Hafenstadt im Südwesten der japanischen Hauptinsel Honshū in der gleichnamigen Präfektur Hiroshima, spielte in der höchsten Liga des Landes, der J1 League. 2012 feierte er mit Hiroshima die japanische Meisterschaft. Die Saison 2013 wurde an den Tochigi SC ausgeliehen. Mit dem Verein aus Utsunomiya spielte er neunmal in der zweiten Liga, der J2 League. 2014 unterschrieb er einen Vertrag beim Zweitligisten Ehime FC in Matsuyama.
Am 1. Februar 2021 beendete Nishioka seine Karriere als Fußballspieler.

## Erfolge
Sanfrecce Hiroshima
- J1 League: 2012